# اوجی‌آباد

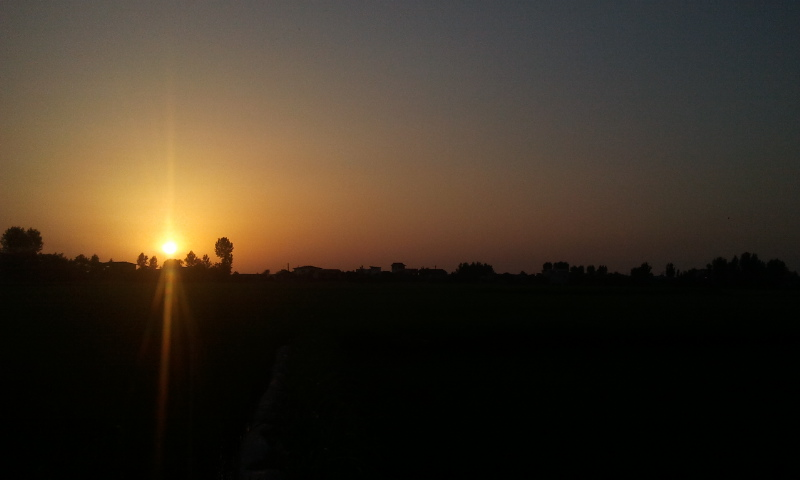
غروب در اوجی آباد

اوجی‌آباد، روستایی است از توابع بخش مرکزی شهرستان آمل در استان مازندران ایران.

## جمعیت
این روستا در دهستان هرازپی جنوبی قرار داشته و براساس آخرین سرشماری مرکز آمار ایران که در سال ۱۳۸۵ صورت گرفته، جمعیت آن ۱۰۵۰ نفر (۲۷۷خانوار) بوده‌است.